# Instrucción de música sobre la guitarra española
Instrucción de música sobre la guitarra española, do padre, organista e guitarrista espanhol Gaspar Sanz é a mais importante obra dedicada a guitarra (violão) no período barroco. Teve sua primeira edição em 1674.

## Ligações
- Instrucción de música sobre la guitarra española, Biblioteca Nacional de España. informacão.